# Parapheromia
Parapheromia là một chi bướm đêm thuộc họ Geometridae.